# Club Destroyer's
O Club Deportivo y Cultural Destroyer's, mais conhecido simplesmente como Destroyer's é um clube de futebol boliviano com sede na cidade de Santa Cruz de la Sierra. Foi fundado em 14 de setembro de 1948. Atualmente, joga na Associação de Futebol de Cruceña.
O clube teve várias fases no campeonato, a primeira foi entre 1985 e 1999, sua segunda fase foi entre 2005 e 2007 e a terceira foi entre 2018 e 2019.
A nível nacional, sagrou-se campeão Nacional B pela primeira vez na sua história em 2004. Também tem no seu cartel 8 títulos da Associação de Futebol de Cruceña. Em 28 de dezembro de 2017, ele voltou ao campeonato após 10 anos após derrotar o Petrolero indiretamente.
Sua primeira equipe joga suas partidas no Estádio Ramón Aguilera Costas, inaugurado em 1941 e renomeado em 1980, em homenagem ao ex-jogador de futebol Ramón Aguilera Costas. Este local tem capacidade para 38.500 espectadores, tornando-se o segundo maior estádio da Bolívia.
Seu principal rival é o Real Santa Cruz com quem disputa o "Clásico Camba". Também mantém uma forte rivalidade com Blooming com quem disputa o chamado "Clássico de Antigamente".

## Títulos

### Torneios nacionais
- Copa Simón Bolívar
  - 2004
- Copa Bolivia de Ascenso
  - 2016

### Torneios regionais
- Campeonato Cruceño
  - 1965, 1966, 1978, 1980, 1984, 2003, 2013-14, 2016-17, 2021 II

## Treinadores
- Freddy Valda (1985)
- Moisés Barack (1987)
- Antonio Batista (1987)
- Silvio Parodi (1989)
- Eduardo Guilarte (1990)
- Adolfo Flores (1991)
- Mario González (1991)
- Omar Becerrica (1994)
- José Carlos Fessina (1995)
- Luis Emilio Ludueña (1995)
- Aniceto Roldán (1995-1996)
- Luis Esteban Galarza (1998)
- José Alberto Caiana (1998)
- David Avilés (2004)
- Aniceto Roldán (2005)
- Guillermo Awe (2006-2007)
- Óscar Ramírez (2012)
- João Paulo Barros (2015)
- Ubirajara Veiga da Silva (2016-2017)
- José Enrique Peña (2017-2018)
- Cleibson Ferreira (2018)
- Óscar Ramírez (2018)
- Evandro Guimarães (2019)
- Carlos Fabián Leeb (2019)
- Luis Revilla (2020)
- Cleibson Ferreira (2021)
- Gustavo Romanello (2022-)

## Torcida
Tradicionalmente, os Destroyer's são um dos times mais populares do departamento de Santa Cruz. Tem um grande número de seguidores em toda a região leste.

## Rivalidades

### Clássico Camba
Atualmente o principal rival do clube é o Real Santa Cruz, com quem disputa o chamado "Clásico Camba".

### Clássico dos velhos tempos
O rival mais tradicional do Destroyer é o Blooming. Quando o futebol profissional de Santa Cruz foi criado em 1965, este jogo foi considerado o "Clássico" da cidade de Santa Cruz de la Sierra, em grande parte devido à popularidade e rivalidade entre essas duas equipes.
Esses clubes fundados em 1946 e 1948, possivelmente pela idade semelhante, chamaram a atenção dos torcedores.
Esta partida é lembrada hoje como o "Clássico de antigamente" e atualmente não é disputada porque os dois clubes participam de categorias diferentes.

### Outras rivalidades
Há também uma rivalidade esportiva histórica e especial com o Oriente Petrolero devido aos confrontos pelo título da AFC entre as décadas de 1950 e 1960. Atualmente, devido ao fato de ambas as equipes terem o maior rival de As Blooming, essa rivalidade diminuiu a tal ponto que ambas as equipes mantêm uma amizade.
Outra rivalidade regional que o Clube mantém é com o Guabirá, embora em menor escala.

## Divisões inferiores

### Deestroyer's B
É a equipe afiliada do clube, atualmente participando da Asociación Cruceña de Fútbol.
Destroyer's é um importante foco do futebol boliviano, muitos jogadores bolivianos surgiram que jogaram ou estão jogando no torneio local.

### Futebol Feminino
A Divisão de Futebol Feminino do Destroyer's Club participa do campeonato da Asociación Cruceña de Fútbol, equivalente à terceira divisão masculina.